# 中泽启治
中泽啓治（日语：／ Nakazawa Keiji，1939年3月14日—2012年12月19日），日本著名反战漫画家。
代表作《赤脚阿元》等，依据本人在广岛市原子弹爆炸期间的真实经历改编，战争与和平相关题材是他的主要创作题材。

## 生平
中泽启治生于廣島縣廣島市中区舟入本町的油漆艺术家家庭，父亲名为中泽晴海，家中有四个儿子与一个女儿共五名子女，启治排行第四（三男）。
父亲是日本画家、油漆艺术家，也参加了诸多的戏剧活动，曾因反战主张而被特别高等警察拘捕，遭监禁一年两个月，在狱中受到拷问与折磨。
1945年（昭和20年）8月6日，中泽启治在广島市立神崎国民学校（今广岛市立神崎小学）就读一年级时遭遇原子弹爆炸，该学校离原爆中心约有 1.2 公里。中泽的父亲、姐姐和弟弟因为巨大的原爆冲击波引发了房屋倒塌而遇难，母亲幸免于难。做为遗腹子的妹妹在原爆后出生，但是也在四个月后因营养不良而去世。
1965年，广岛县解放运动无名战士之碑在广岛市中区和平大道绿地带建立，中泽启治的父亲中泽晴海因战争期间的反法西斯言行，而被收录入广岛县解放运动无名战士之碑合祀者名册。
1966年，母亲因原子弹爆炸后遗症去世，中澤啟治當時人在東京。母亲的去世让中泽回忆起当初悲惨的遭遇，他因此开始发表以原子弹爆炸为题材的作品。1968 年发表了《黑雨之下》，后于 1973 年开始在《週刊少年Jump》上连载《赤脚阿元》。该作品在日本國內長銷 40 餘年，海外翻譯已推出包含美、俄、法、中文等 20 幾國版本，發行總量超過 1000 萬冊。2016 年 6 月 3 日，该书在台湾发布了繁体中文版。擔任中文版翻譯負責人的坂東弘美表示，由于历史认知原因与政治原因，暂时没有大陆地区出版社愿意出版简体中文版本 。
2001年，由于糖尿病造成左眼的糖尿病视网膜病变与右眼的白内障，导致视力恶化而暂时搁置创作。
2002年，中泽启治获颁谷本清和平奖。后于2004年获颁安古蘭國際漫畫節環境保護优秀漫画作品奖。
2008年，中泽启治不幸确诊肺癌并进行手术，后又因肺炎和心脏起搏器植入而住院三次。
2009年1月，因白内障手术的进行和糖尿病视网膜病变加重，中泽启治的身体状况不允许其继续进行精密的绘画工作。同年9月14日，中泽启治正式发表引退声明。12月8日，中泽将自己保存的《赤脚阿元》画稿，捐赠给广岛和平纪念资料馆。其后，他积极参加各种反战演讲宣传，向人们表达原子弹的恐怖及其反战思想。
2012年12月19日下午2時10分，中泽启治因肺癌病逝於广岛市立广岛市民医院，享壽73岁。

## 作品列表

### 漫画

#### 原爆・战争相关作品
- 赤脚阿元 - 中泽的半自传漫画。
- 我的见证 - 《赤脚阿元》的前身，中泽的自传体漫画。
- 紫色的皮卡车 - 讲述了一名女教师因核爆而留下心理阴影，一直恐惧紫色。
- 永遠的锚
- 出发的歌
- 棒槌之歌
- 又见到了蓝天
- 黑雨的歌声
- 黑河的流淌
- 黑鸟的群飞
- 冲绳岛
- 突然有一天
- 今日无事
- 红蜻蜓之歌
- 河外记 - 发生在战前的广岛的作品。
- 亨廷顿电车的诗
- 在那桉树下
- 那个小镇、这个小镇
- 一个好球
- 黑色的夏天
- 超艦不死身